# Russische grondwet van 1906
De eerste Russische grondwet die bekendstaat als de Fundamentele Wetten werd in werking gesteld op 23 april 1906, aan de vooravond van het begin van de eerste Staatsdoema. De Fundamentele Wetten werden ingevoerd als een vorm van concessie aan de bevolking die tijdens de Revolutie van 1905 in opstand waren gekomen.
In de grondwet werd gedeeltelijk de autocratie van de Russische tsaar beschreven, waaronder de superioriteit van de tsaar boven de Wet, de Kerk, en de Doema. Voorbeelden hiervan zijn:
- Artikel 4: "De hoogste autocratische macht wordt bekleed door de Tsaar van al de Ruslanden. Het is Gods gebod dat zijn autoriteit niet alleen zou moeten worden gehoorzaamd op basis van angst, maar ook omwille van het geweten."
- Artikel 9: "De Tsaar geeft zijn goedkeuring aan de wetten en zonder zijn goedkeuring kan geen wet ontstaan."

De grondwet definieerde het bereik en de superioriteit van de wet over de Russische inwoners. De grondwet bekrachtigde de grondrechten van de mens die waren verleend door het Oktobermanifest en maakte deze ondergeschikt aan de superioriteit van de wet en definieerde de samenstelling en het bereik van de taken van de Staatsraad en de Staatsdoema.